# Tirà de les Antilles
El tirà de les Antilles (Tyrannus caudifasciatus) és una espècie d'ocell passeriforme de la família dels tirànids. Es distribueix per Cuba, L'Espanyola, Jamaica, Puerto Rico, Bahames i les Illes Caiman.